# Corbalán
Corbalán – gmina w Hiszpanii, w prowincji Teruel, w Aragonii, o powierzchni 82,44 km². W 2011 roku gmina liczyła 107 mieszkańców.